# Lee Frecklington
Lee Craig Frecklington (né le 8 septembre 1985 à Lincoln, en Angleterre) est un footballeur irlandais. Il joue depuis 2009 au poste de milieu de terrain pour le club de Lincoln City, le club où il a été formé.
Il a remporté en 2011 les play-offs de League One avec Peterborough United. Il compte aussi une sélection en équipe B d'Irlande.

## Carrière

### En club
À Lincoln City, Lee Frecklington participe à deux demi-finales de play-off consécutives et attire l'attention de clubs plus huppés, évoluant en Championship, comme Norwich City. Il est finalement prêté à un club de League One, Peterborough United, le 10 février 2009, pour une durée de trois mois, incluant la possibilité d'y signer un contrat permanent. Frecklington indique alors son souhait d'aider le club à être promu en Championship, ce qui constituerait pour lui « la réalisation d'un rêve ». Il joue son premier match avec Peterborough le 17 février, l'équipe obtenant un match nul (1-1) sur le terrain des Tranmere Rovers. À l'occasion de cette rencontre, Frecklington entre en jeu à la 34e en remplacement de Chris Whelpdale. Il connaît toutefois quelques problèmes de blessure durant cette période et ne peut jouer que sept matchs avec The Posh. Finalement, à l'issue de la saison, Peterborough termine deuxième au classement général et l'équipe est promue en Championship.
Satisfaite du rendement de son joueur, l'équipe dirigeante décide de proposer un contrat permanent au jeune Irlandais qui s'engage le 15 mai pour une durée de trois ans. Cette signature s'inscrit dans le cadre d'un recrutement qui se veut ambitieux pour la saison 2009-2010. Avec Frecklington, Peterborough obtient aussi l'engagement de Tommy Rowe et du Français Toumani Diagouraga. Mais la saison est pourtant décevante et le club finit dernier au classement en mai 2010. Lee Frecklington, malgré ses 40 matchs joués cette saison, en dépit de quelques blessures mineures, ne peut empêcher la rétrogradation du club en League One.
La saison 2010-2011 est toute autre pour Peterborough qui, vainqueur des playoffs, remonte aussitôt en Championship, permettant à Frecklington d'inscrire une ligne à son palmarès, même si le joueur subit des blessures qui l'éloignent des terrains entre novembre 2010 et avril 2011. De fait, il ne participe qu'à neuf rencontres de League One durant cette saison.
C'est cette raison qui motive le club à placer le joueur sur la liste des transferts durant l'été 2011. Mais, après un entretien avec le joueur, ce dernier souhaitant rester à Peterborough, il est retiré de la liste des joueurs transférables. Le 19 octobre 2012, il est prêté pour un mois en faveur de Rotherham United.
L'11 janvier 2018, il rejoint Lincoln City.

## En sélection internationale
Lee Frecklington participe à une rencontre amicale de l'équipe B de la république d'Irlande jouée contre l'Écosse (novembre 2006). Bien que né en Angleterre, Frecklington a des grands-parents maternels nés en Irlande, ce qui le rend éligible à la nationalité sportive irlandaise.

## Palmarès
Peterborough United
- Play-offs de League One
  - Vainqueur : 2011

Lincoln City
- EFL Trophy
  - Vainqueur : 2018
- EFL League Two
  - Champion : 2019

## Statistiques détaillées
| Saison      | Club                | Pays                | Championnat        | Coupes nationales |
| ----------- | ------------------- | ------------------- | ------------------ | ----------------- |
| 2003 - 2004 | Lincoln City        | Division Three (D4) | 2 matchs           | -                 |
| 2004 - 2005 | Lincoln City        | League Two (D4)     | 3 matchs           | -                 |
| 2005 - 2006 | Lincoln City        | League Two (D4)     | 20 matchs / 2 buts | -                 |
| 2006 - 2007 | Lincoln City        | League Two (D4)     | 45 matchs / 8 buts | 2 matchs / 2 buts |
| 2007 - 2008 | Lincoln City        | League Two (D4)     | 35 matchs / 4 buts | 3 matchs          |
| 2008 - 2009 | Lincoln City        | League Two (D4)     | 28 matchs / 7 buts | 3 matchs          |
| 2008 - 2009 | Peterborough United | League One (D3)     | 7 matchs           | -                 |
| 2009 - 2010 | Peterborough United | Championship (D2)   | 35 matchs / 2 buts | 5 matchs / 2 buts |
| 2010 - 2011 | Peterborough United | League One (D3)     | 9 matchs / 1 but   | 1 match           |
| 2011 - 2012 | Peterborough United | Championship (D2)   | 10 matchs / 3 buts | 2 matchs          |

Dernière mise à jour : 9 octobre 2011